# Чернігівська обласна бібліотека для юнацтва
Чернігівська обласна бібліотека для юнацтва — юнацька бібліотека, що знаходиться в Чернігові.

## Загальна інформація

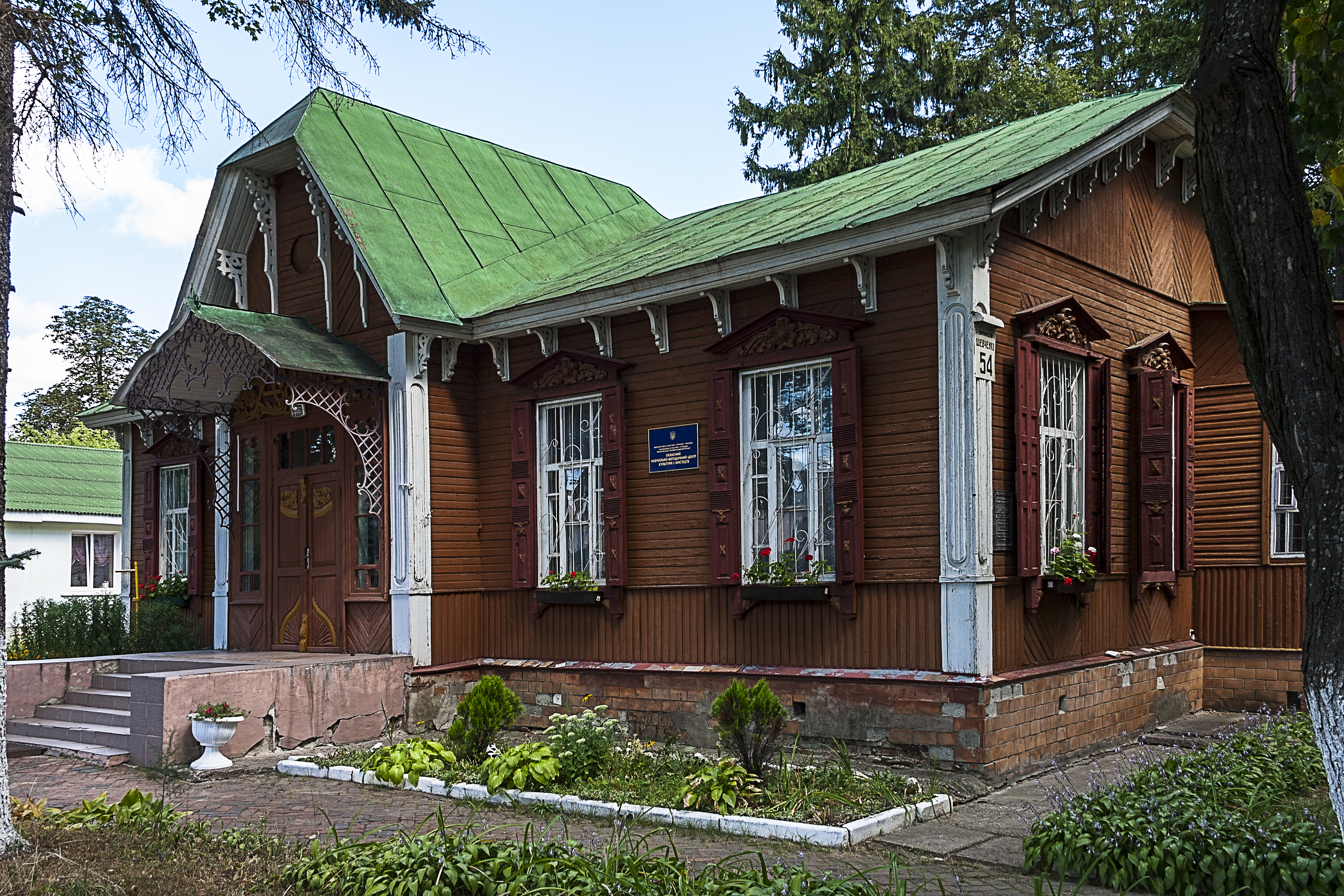
Корпус бібліотеки на Шевченка, 54

Чернігівська обласна бібліотека для юнацтва розташована в Чернігові за адресою: вул. Шевченка, 63 в історичній будівлі — будинку Василя Тарновського, збудованого в кінці XIX століття. У 2018 році книгозбірня отримала будівлю поряд для розміщення арт-центру за адресою: вул. Шевченка, 54, яка також є місцевою історичною пам'яткою — будинком Свідерського, збудованого в кінці XIX століття.
Загальний обсяг фонду бібліотеки на початок 2020 року становить 61 723 примірників, зокрема 53 456 книжок, 8066 періодичних видань та 81 одиниця аудіовізуальних матеріалів та електронних видань. Щорічно тут обслуговують 10 тисяч користувачів, здійснюється близько 210 тисяч книговидач.
У штаті закладу — 31 працівник, з них бібліотечних — 21. Очолює колектив бібліотеки директор Марина Латамарчук.
При бібліотеці діють центр правової інформації для молоді, молодіжний англомовний клуб «Languagetime», бібліотечний арт-центр («LibraryArtCenter»), екоакадемія, артстудія.
Структура:
- Бухгалтерська служба
- Відділ комплектування фондів, каталогізування документів та зберігання бібліотечних фондів
- Відділ науково-методичної, інформаційно-бібліографічної роботи та соціокультурної діяльності
- Відділ читального залу
- Відділ абонементу
- Відділ інформаційних технологій та електронних ресурсів
- Відділ матеріально-технічного забезпечення

## Історія
Чернігівська обласна бібліотека для юнацтва створена 1 лютого 1978 року рішенням обласного виконавчого комітету від 8 грудня 1977 року № 562. Її розмістили в будинку Василя Тарновського, де до того знаходилась експозиція Чернігівського історичного музею.
Першим керівником бібліотеки була призначена Валентина Кадощенко. Бібліотека складалась з шести функціональних відділів, її штат станом на 1 січня 1979 року становив 8 осіб.
Так як бібліотека створювалась без опори на будь-які інші заклади, для читачів вона відкрилась лише у квітні 1979 року після значної роботи із ремонту приміщення, його оснащення, добору персоналу та формування бібліотечного фонду.
Станом на 5 квітня 1978 року книжковий фонд бібліотеки налічував 6904 примірників друкованих видань, на 1 січня 1979 — 11 706. Станом на 1 січня 1982 року фонд бібліотеки зріс більш ніж уп'ятеро — до 66 876 примірників.
У 1979 році бібліотека мала 4289 читачів та 25 853 відвідувань, в 1981 — 6181 та 57 386 відповідно.
З 2008 року бібліотека має Інтернет-центр та сайт.
У 2018 році за фінансової підтримки Українського культурного фонду бібліотека реалізувала грантовий проєкт «Library Art Center», що полягав у створенні мистецької платформи для креативних молодіжних ініціатив. У ході проєктної діяльності були облаштовані виставкова зала, вітальня та артмайстерня, де демонструються персональні виставки молодих професійних художників, експозиції робіт обдарованої молоді, професійними художниками проводяться майстер-класи, удоступнено інтерактивні лекції з історії мистецтва та театру, відеорозповіді з тематичними оглядами літератури з мистецтва, кінопокази про видатних художників та краєзнавчі артподорожі.
Вночі 11 березня 2022 року під час облоги міста основна будівля бібліотеки зазнала значних пошкоджень внаслідок бомбардування російськими військами. На подвір'я бібліотеки та стадіон поблизу ворожа авіація скинула три фугасні 500-кілограмові бомби. Бомба, що впала на подвір'ї, зруйнувала стіну бібліотеки та внутрішні перекриття. У результаті 7 тисяч книжок фонду було втрачено. Постраждала також і будівля арт-центру бібліотеки — у ній вибуховою хвилею було вибито вікна і двері, пошкоджено дах.